# La Iglesia de Jesucristo de los Santos de los Últimos Días en Uruguay

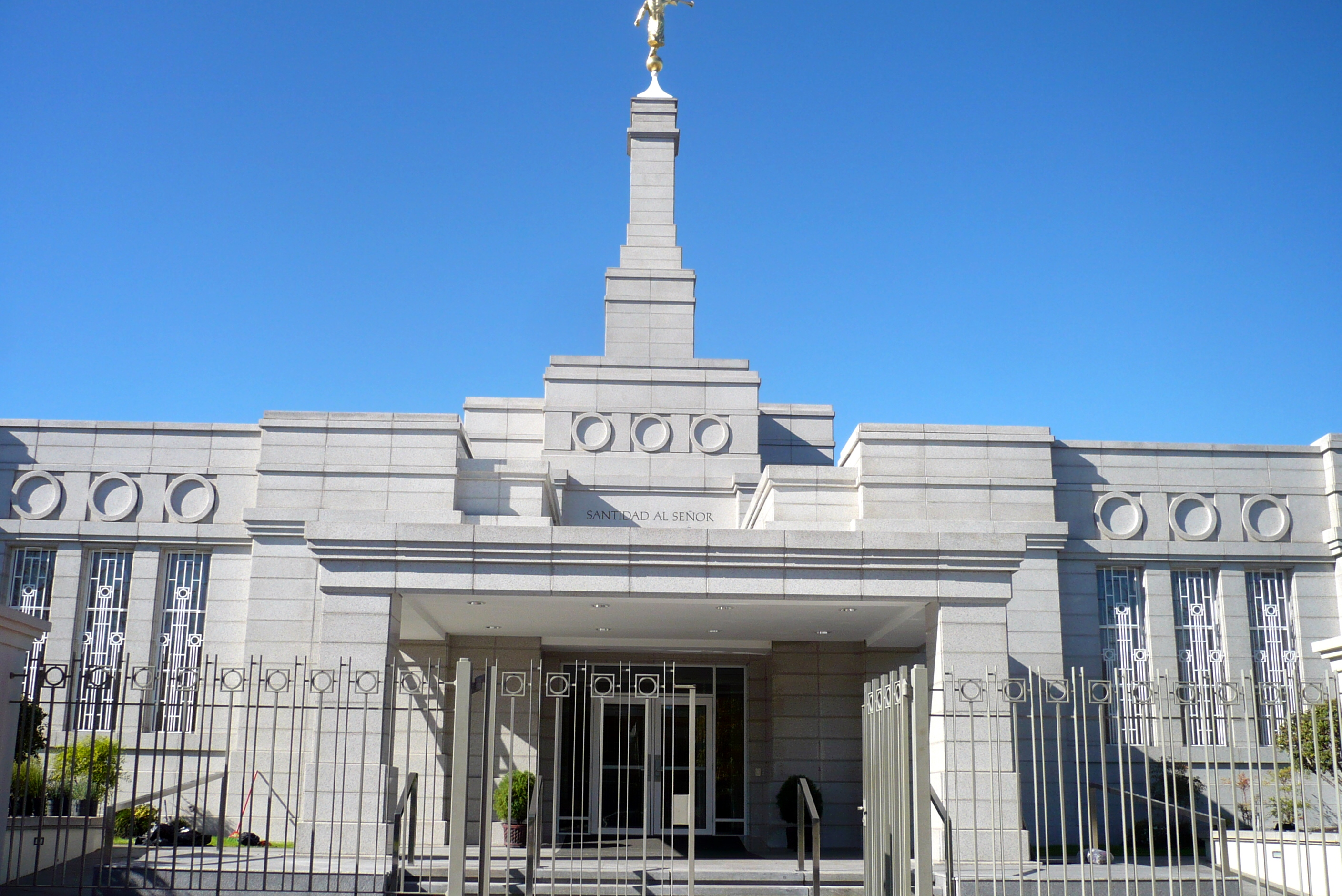
Templo Montevideo de la Iglesia de Jesucristo de los Santos de los Últimos Días en Carrasco.

La Iglesia de Jesucristo de los Santos de los Últimos Días es una iglesia cristiana y rama de la Iglesia de Jesucristo de los Santos de los Últimos Días creida creada en Jerusalén por Jesucristo por sus creyentes e iniciada históricamente por Joseph Smith en 1830. Hoy en día integra el Área Sudamérica Sur con otros países de América del Sur, como Argentina, Chile y Paraguay.

## Organización
Esta misión, cuenta con  un total de 105.507 miembros y fieles. Se organiza y divide en dieciséis estacas y cuatro distritos. Su principal y único templo se encuentra en Montevideo, capital del país y un total de 109 capillas en las diferentes localidades de Uruguay.

## Historia
La creación de la Iglesia de Jesucristo de los Santos de los Últimos Días en Uruguay se remonta a los años cuarenta, cuando Frederick S. Williams, entonces presidente de la Misión Argentina visita la ciudad de Montevideo a modo de disertar sobre la Iglesia de Jesucristo. Cuatro años más tarde, en 1944 es creada y organizada la Rama Montevideo, que dependería directamente de la Misión Argentina. Aunque unos años más tarde, con la creciente aparición de fieles finalmente es creada la Misión uruguaya presidida por quien nada menos la introdujo al país en 1940, Frederick S. Williams.
La carencia de una capilla y lugar para sus reuniones, llevó a que en 1954 se proyectará la construcción de una pequeña Capilla, cuya piedra fundamental fue colocada un 30 de marzo del mismo año. La primitiva Capilla, primera en el país  fue construida sobre el Bulevard Artigas y la avenida Suárez. El 12 de diciembre fue inaugurada y dedicada. 
Durante mucho tiempo, la Misión Paraguay dependio de la Misión Uruguaya, hasta el año 1978.  
En 1998 comenzaría a construirse el futuro Templo de Montevideo, en el barrio de Carrasco. Éste finalmente es inaugurado y dedicado  el 18 de marzo de 2001 por el presidente Gordon B. Hinckley.

### Capillas y Templo

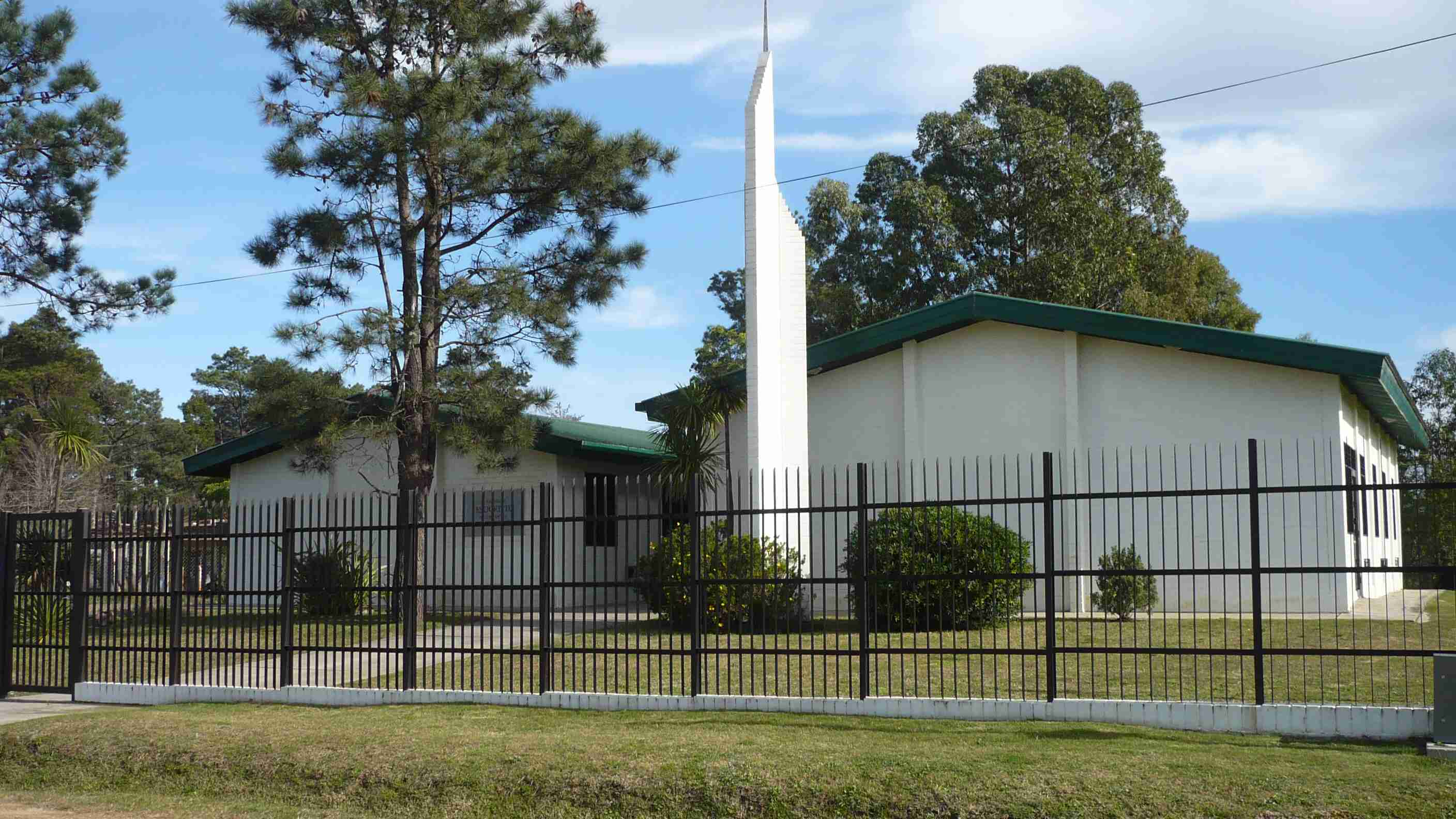
Capilla de la Iglesia de Jesucristo de los Santos de los Últimos Días la Ciudad de la Costa
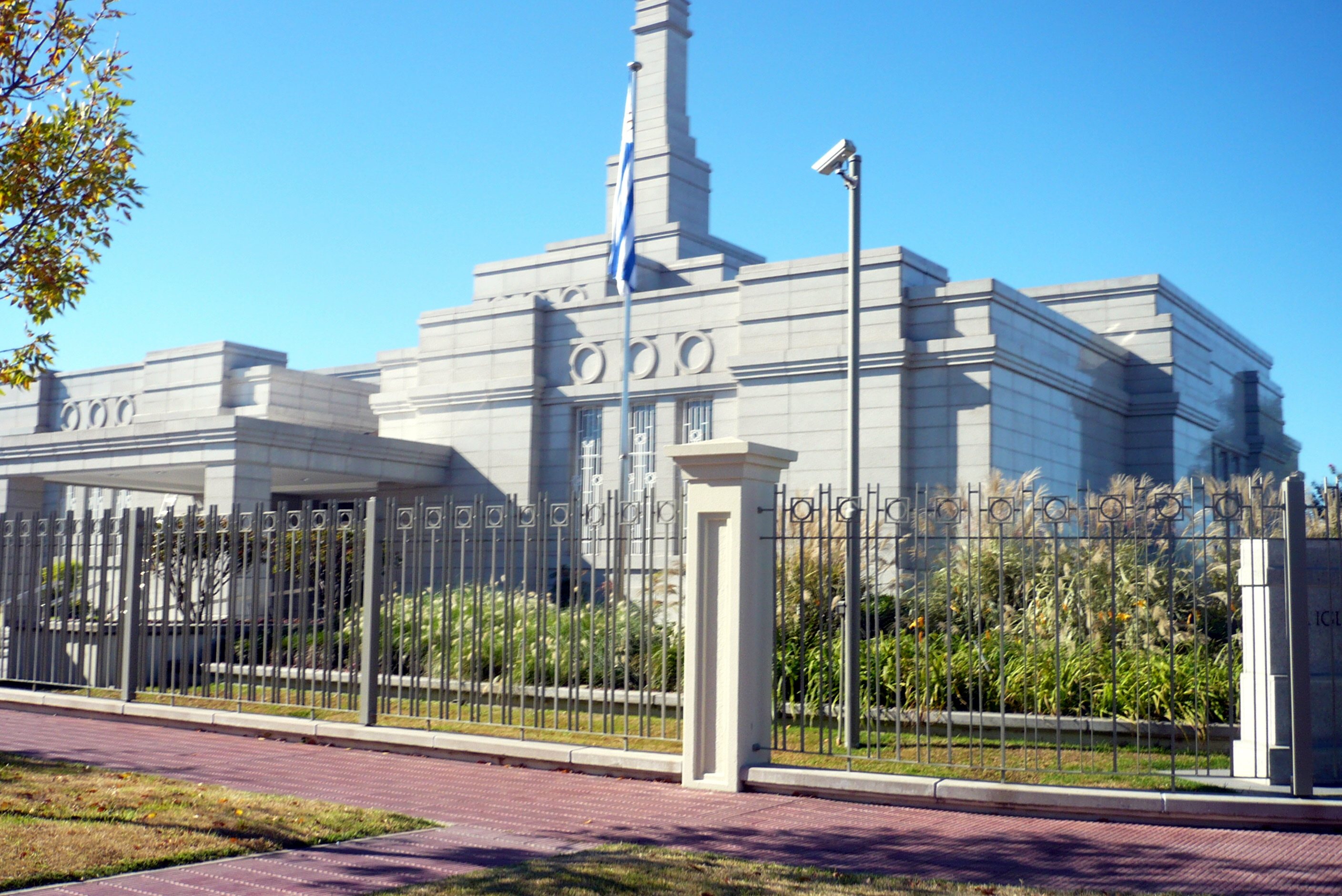
Templo de Montevideo en Carrasco.